# فدراسیون فوتبال شرق آسیا
فدراسیون فوتبال شرق آسیا (انگلیسی: East Asian Football Federation) اتحادیه‌ای از فدراسیون‌های فوتبال کشورهای منطقه شرق آسیا است که در سال ۲۰۰۲ تشکیل شد. این فدراسیون متشکل از ۱۰ کشور شرق آسیا می‌باشد. این نهاد برگزارکننده مسابقات قهرمانی فوتبال شرق آسیا است.

## عضو‌ها
- ژاپن
- کره جنوبی
- چین
- تایوان
- کره شمالی
- ماکائو
- مغولستان
- گوآم
- هنگ کنگ
- جزایر ماریانای شمالی